# Parafia św. Bartłomieja w Mszanie
Parafia Świętego Bartłomieja w Mszanie – parafia rzymskokatolicka, znajdująca się w diecezji toruńskiej, w dekanacie Brodnica. 